# Isonami (tàu khu trục Nhật) (1927)
Isonami (tiếng Nhật: 磯波) là một tàu khu trục hạng nhất của Hải quân Đế quốc Nhật Bản, thuộc lớp Fubuki bao gồm hai mươi bốn chiếc, được chế tạo sau khi Chiến tranh Thế giới thứ nhất kết thúc. Khi được đưa vào hoạt động, những con tàu này là những tàu khu trục mạnh mẽ nhất thế giới. Chúng phục vụ như những tàu khu trục hàng đầu trong những năm 1930, và tiếp tục là những vũ khí lợi hại trong cuộc Chiến tranh Thái Bình Dương. Isonami  là một cựu binh từng tham gia nhiều hoạt động trong những năm đầu tiên của chiến tranh, và đã bị tàu ngầm Mỹ USS Tautog đánh chìm ngày 9 tháng 4 năm 1943 phía Đông Nam đảo Wangiwangi trong Chiến tranh Thế giới thứ hai.

## Thiết kế và chế tạo
Việc chế tạo lớp tàu khu trục Fubuki tiên tiến được chấp thuận vào năm tài chính 1923 như một phần của chương trình có tham vọng cung cấp cho Hải quân Đế quốc Nhật Bản một ưu thế về chất lượng so với những tàu chiến hiện đại nhất của thế giới. Khả năng thể hiện của lớp Fubuki là một bước nhảy vọt so với các thiết kế tàu khu trục trước đó, nên chúng được gọi là các "tàu khu trục đặc biệt" (tiếng Nhật: 特型 - Tokugata). Kích thước lớn, động cơ mạnh mẽ, tốc độ cao, bán kính hoạt động lớn và vũ khí trang bị mạnh chưa từng có khiến cho các tàu khu trục này có được hỏa lực tương đương nhiều tàu tuần dương hạng nhẹ của hải quân các nước khác. Isonami được chế tạo tại xưởng đóng tàu của hãng Uraga Dock Company, được đặt lườn vào ngày 19 tháng 10 năm 1926. Nó được hạ thủy vào ngày 24 tháng 11 năm 1927 và đưa ra hoạt động vào ngày 30 tháng 6 năm 1928. Nguyên được dự định mang số hiệu đơn giản là "Tàu khu trục số 43", nó được hoàn tất dưới tên gọi Isonami.

## Lịch sử hoạt động
Khi hoàn tất, cùng với các tàu khu trục chị em Uranami, Shikinami và Ayanami, Isonami được phân về Hải đội Khu trục 19 thuộc Hạm đội 2 Hải quân Đế quốc Nhật Bản. Trong cuộc Chiến tranh Trung-Nhật, từ năm 1937, Isonami hỗ trợ cho các cuộc đổ bộ lực lượng Nhật Bản lên Thượng Hải và Hàng Châu. Từ năm 1940, nó được phân công tuần tra dọc theo bờ biển và hỗ trợ cho việc đổ bộ lên miền Nam Trung Quốc.
Vào lúc xảy ra cuộc tấn công Trân Châu Cảng, Shirakumo được phân về Hải đội Khu trục 12 của Đội khu trục 3 thuộc Hạm đội 1 Hải quân Đế quốc Nhật Bản và được bố trí từ Quân khu Hải quân Kure đến cảng Samah trên đảo Hải Nam. Từ ngày 4 tháng 12 năm 1941 đến ngày 30 tháng 1 năm 1942, Isonami nằm trong thành phần lực lượng hộ tống cho các tàu tuần dương hạng nặng Suzuya, Kumano, Mogami và Mikuma khởi hành từ Samah và vịnh Cam Ranh ở Đông Dương thuộc Pháp để hỗ trợ cho các chiến dịch đổ bộ lên Malaya, Banka-Palembang và quần đảo Anambas. Vào ngày 27 tháng 2, Isonami gia nhập lực lượng chiếm đóng Tây Java, sau đó tham gia vào lực lượng chiếm đóng phía Bắc Sumatra vào ngày 12 tháng 3 và chiếm đóng quần đảo Andaman vào ngày 23 tháng 3. Nó hoạt động tuần tra và hộ tống vận tải ngoài khơi Port Blair trong khi diễn ra cuộc không kích Ấn Độ Dương. Từ ngày 13 đến ngày 22 tháng 4, Shirakumo đi ngang qua Singapore và vịnh Cam Ranh quay trở về Xưởng hải quân Kure để bảo trì.
Vào ngày 4-5 tháng 6 năm 1942, Isonami tham gia trận Midway trong thành phần lực lượng chính của Đô đốc Yamamoto Isoroku. Trên đường quay trở về từ trận chiến, nó bị hư hại do va chạm với tàu khu trục chị em Uranami và phải cố gắng quay trở về Xưởng hải quân Yokosuka để sửa chữa, và công việc này chỉ hoàn tất vào cuối tháng 7 năm. Từ tháng 8 đến tháng 9, Isonami được phân công các nhiệm vụ huấn luyện cùng với các tàu sân bay Junyō và Hiyō trong vùng biển Nội địa Nhật Bản, và hộ tống những chiếc này đi đến Truk vào đầu tháng 10. Nó được phân công tuần tra tại khu vực này từ tháng 10, và thực hiện nhiều nhiệm vụ Tốc hành Tokyo, những chuyến đi vận chuyển tốc độ cao, đến nhiều địa điểm trong khu vực quần đảo Solomon.
Ngày 1 tháng 12, Isonami bị hư hại ngoài khơi Buna, New Guinea bởi một cuộc không kích của máy bay Không lực Mỹ. Ngày 18 tháng 12, nó cứu vớt những người còn sống sót từ chiếc tàu tuần dương Tenryū bị đánh chìm do trúng ngư lôi. Vào đầu tháng 1 năm 1943, Isonami quay trở về Kure để sửa chữa. Đến tháng 2, nó hộ tống một đoàn tàu vận tải chuyển binh lính từ Pusan đến Pulau rồi đến Wewak. Vào ngày 25 tháng 2, nó được tái bố trí về Hạm đội Khu vực Tây Nam và được đặt căn cứ tại Surabaya để hộ tống các đoàn tàu vận tải trong suốt khu vực Đông Ấn thuộc Hà Lan.
Vào ngày 9 tháng 4 năm 1943, khi hộ tống một đoàn tàu vận tải từ Surabaya đến đảo Ambon, trong khi đang cứu vớt những người còn sống sót từ chiếc tàu vận tải Penang Maru bị trúng ngư lôi, bản thân nó trúng phải ngư lôi phóng từ tàu ngầm Mỹ Tautog, và bị chìm cách 65 km (35 hải lý) về phía Đông Nam đảo Wangiwangi, ở tọa độ 5°26′N 123°4′Đ / 5,433°N 123,067°Đ. Trong số thủy thủ đoàn của nó, bảy người đã thiệt mạng và chín người khác bị thương.
Vào ngày 1 tháng 8 năm 1943, Isonami được rút khỏi danh sách Đăng bạ Hải quân.

## Danh sách thuyền trưởng
- Trung tá Tadashi Arima (sĩ quan trang bị trưởng): 15 tháng 2 năm 1928 - 30 tháng 6 năm 1928
- Trung tá Tadashi Arima: 30 tháng 6 năm 1928 - 30 tháng 11 năm 1929
- Trung tá Kenzaburo Hara: 30 tháng 11 năm 1929 - 1 tháng 12 năm 1932
- Thiếu tá Yoshisuke Tomiyasu: 1 tháng 12 năm 1932 - 15 tháng 11 năm 1933
- Thiếu tá Kazuo Sakai: 15 tháng 11 năm 1933 - 1 tháng 11 năm 1934
- Thiếu tá Matake Yoshimura: 1 tháng 11 năm 1934 - 1 tháng 12 năm 1936; thăng Trung tá 15 tháng 11 năm 1935
- Thiếu tá Toshimichi Ohara: 1 tháng 12 năm 1936 - 15 tháng 3 năm 1938
- Thiếu tá Miyoji Okabe: 15 tháng 3 năm 1938 - 15 tháng 12 năm 1938
- Thiếu tá Shigeo Senami: 15 tháng 12 năm 1938 - 15 tháng 11 năm 1939
- Thiếu tá Tomoe Ogata: 15 tháng 11 năm 1939 - 15 tháng 10 năm 1940
- Thiếu tá Ryokichi Sugama: 15 tháng 10 năm 1940 - 22 tháng 6 năm 1942; thăng Trung tá 15 tháng 11 năm 1940
- Thiếu tá Masao Nishimura: 22 tháng 6 năm 1942 - 26 tháng 3 năm 1943
- Thiếu tá Masaomi Araki: 26 tháng 3 năm 1943 - 9 tháng 4 năm 1943